# غروم 2
غروم 2 هو صاروخ باليستي قصير المدى من إنتاج شركة «بافلوغراد» (Pavlograd) الأوكرانية، وذات مدى يبلغ 350 كلم (550 كلم كحد أقصى)، ومن المفترض أن يكون نظام «غروم» الصاروخي نظيراً لصواريخ «إسكندر» الروسية من طراز «9كيه720».

## التعاون السعودي الأوكراني

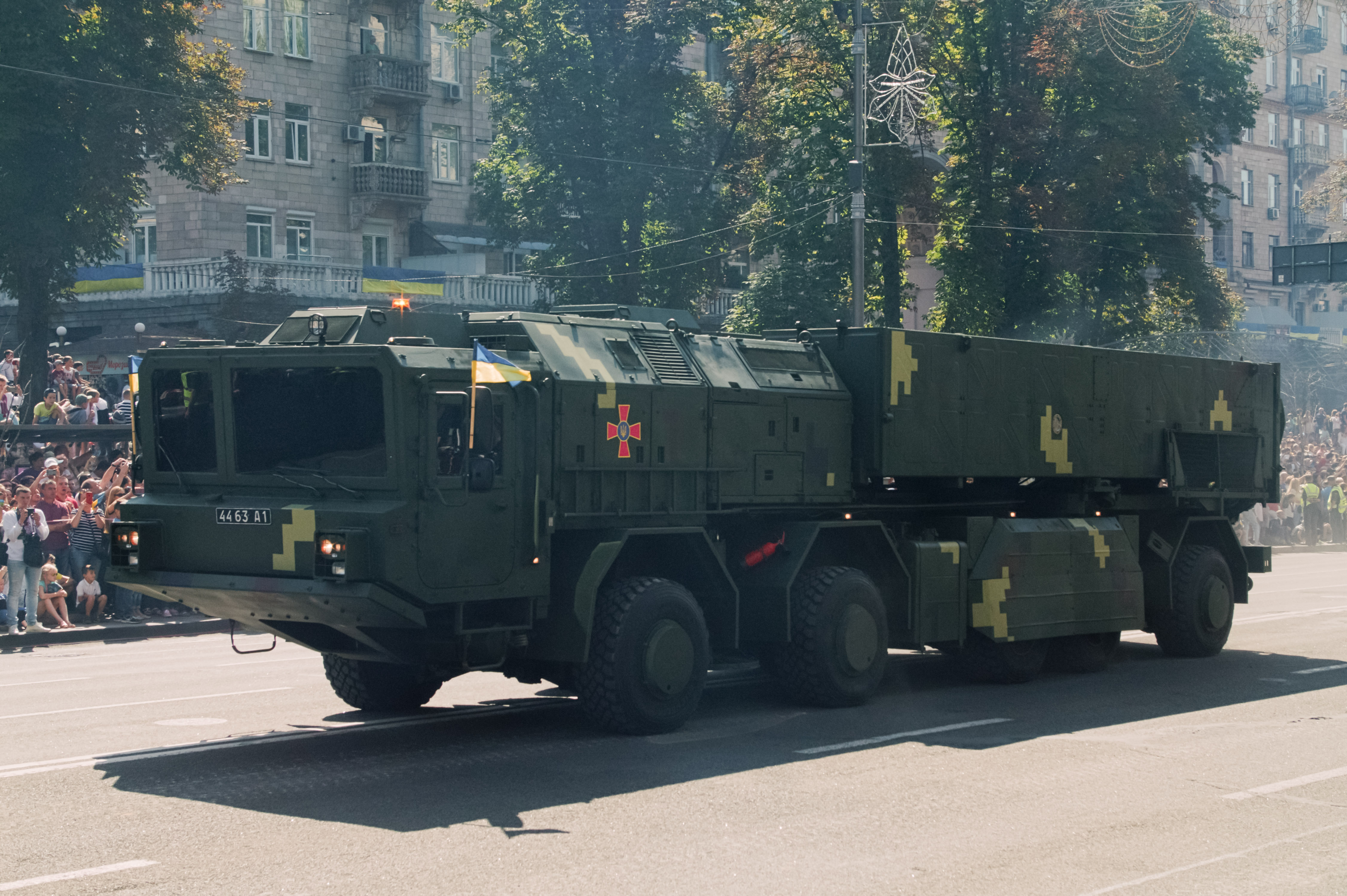
المنظومة في كييف اوكرانيا خلال عرض عسكري احتفالا بعيد الأستقلال 2018

تنتظر السعودية تلقي المكونات الأولى من الصواريخ البالستية (Grom-2) أو (رعد 2)، والتي تم تطويرها بشكل مشترك من قبل مدينة الملك عبد العزيز للعلوم والتقنية (KACST) ومكتب تصميم Yuzhnoye الأوكراني، وفق ما ذكر مصدر عسكري سعودي لموقع defence-blog.
وقال المصدر: «تم تسليم الدفعة الأولى من المحركات وقطع الغيار والرؤوس الحربية التقليدية المختلفة إلى السعودية للمرحلة الأولى من برنامج الاختبار»، مضيفًا أنه من المتوقع أن يكون لدى القوات المسلحة السعودية أول صاروخ باليستي من طراز Grom-2 ويكون جاهز للاستخدام بحلول عام 2022.
الصاروخ البالستي Grom-2، يمتد من 50 إلى 280 كيلومتراً، وهو مصمم لضمان القدرة على البقاء والانتشار السريع، فضلاً عن حمل مجموعة متنوعة من الرؤوس الحربية لاستهداف مواقع العدو ومناطق التجميع والمدفعية. وأهداف أخرى وراء الخطوط الأمامية.
وهو يعتمد على نظام الصواريخ الباليستية القصيرة المدى الأوكرانية "Sapsan". وقد تم تجهيز نظام Grom-2 بسارحتين موجهتين ذات مرحلتين مع العديد من الرؤوس الحربية التقليدية المختلفة، بما في ذلك رأس حربي للذخائر العنقودية ورأس حربي شظوي عالي التفتيت. يتم التحكم في كل واحدة طوال مسار الرحلة بالكامل.